# Tulga
Tulga (m. 642) fue rey de los visigodos entre 639/640 y 642. Sucedió a su padre Chintila.

## Acceso al trono
Fue elegido rey a la muerte de su padre por una asamblea de nobles y obispos; sin embargo, dado el carácter hereditario de la sucesión, su reinado produjo inconformidad en la nobleza visigoda.
Se atribuye a Tulga cierta candidez y debilidad de carácter. Parece ser que los refugae pudieron lanzar algún ataque, aunque la principal actividad bélica debió correr a cargo de los vascones. No obstante, ninguna rebelión importante parece muy probable antes de la de Chindasvinto, pues la facilidad con que cayó hacen poco probable que hubiera resistido a una rebelión anterior.

## La rebelión de Chindasvinto
Chindasvinto era ya anciano, de 79 años de edad aproximadamente, cuando inició su rebelión. Debía ostentar algún mando militar o cargo importante en la zona fronteriza con los vascones, que dominaban las estribaciones del Pirineo occidental. Percibiría la debilidad de la corona y decidió arriesgarse convocando a los nobles (terratenientes godos) y al «pueblo» (seguramente los habitantes godos de la zona). Se hizo proclamar rey, a pesar de no obtener la aprobación de su acción por los obispos. El lugar de la reunión fue Pampalica, que se cree que es Pampliega, cerca de Burgos, y no Pamplona.
Tras estos hechos difieren los historiadores en lo sucedido, pues se hace preciso apoyarse en fuentes poco seguras:
Los que se apoyan en Sigeberto de Gembloux creen que el rebelde, fuerte por el apoyo recibido y con la adhesión de otros nobles, se presentó en Toledo, depuso a Tulga y lo hizo tonsurar, en fecha cercana al 16 de abril de 642, incapacitándolo para reinar según lo establecido por los cánones conciliares. La suerte posterior de Tulga, en tal caso, no es conocida, si bien durante algún tiempo permanecería en un monasterio como monje.
Pero apoyándose en San Ildefonso, la situación es distinta. La rebelión de Chindasvinto obtuvo cierto apoyo entre la nobleza, pero al no contar con la adhesión del clero no triunfó. Tulga conservó el trono y Chindasvinto fue considerado un rebelde, hasta que la oportuna muerte del rey, a causa de una enfermedad, permitió el reconocimiento del aspirante por los magnates y el clero.
| Predecesor: Chintila | Rey de los Visigodos 639/640 – 642 | Sucesor: Chindasvinto |